# حماة الديار
حماة الديار هو النشيد الرسمي للجمهورية العربية السورية، من عام 1938 حتى سقوط النظام في 8 ديسمبر 2024، من كلمات الشاعر السوري خليل مردم بك، وألحان الأخوين اللبنانيين محمد فليفل وأحمد فليفل.

## تاريخ النشيد
اعتُمد نشيد (حماة الديار عليكم سلام) نشيدًا وطنيًّا للجمهورية العربية السورية، منذ عام 1938. وتوقف استخدامه في حِقبة الوحدة مع مصر عام 1958، واستُعيض عنه بنشيد آخرَ هو مزيج من "نشيد الحرية" المِصري آنذاك ونشيد "حماة الديار" السوري، وصار هذا المزيج هو النشيد الوطني الرسمي للجمهورية العربية المتحدة. ثم بعد الانفصال عام 1961، عاد نشيد "حماة الديار" ليكون النشيدَ الوطني الرسمي المعتمَد في سورية.
كتب كلمات النشيد شاعر الشام خليل مردم بك، ولحَّنه الملحِّن اللبناني محمد فليفل. وجرى اعتماد النشيد بعد مسابقة لاختيار نشيد وطني لسوريا في عام 1938. وعلى الرغم من رفض لحنه في البداية، انتشر النشيد في أنحاء البلاد، فقرَّرت الحكومة تبنِّيه، وكافأت فليفل بمَنحِه وسام الاستحقاق السوري.
وفي رواية أخرى: أن الأخوين محمد وأحمد فليفل تقدَّما عام 1938 للمشاركة في مسابقة اختيار لحن للنشيد الوطني السوري "حماة الديار" للشاعر خليل مردم بك، في ظلِّ منافسة ضمَّت 60 متسابقًا. لكنَّ اللجنة رفضَت مشاركتَهما، فعرَضا لحنَهما على رئيس مجلس النواب فارس الخوري، الذي طلب منهما تعليمَه لتلاميذ المدارس. وسَرعان ما انتشر اللحنُ بين السوريين، وأصبح بعد عزفه رسميًّا.
بعد اندلاع الثورة السورية عام 2011 اعتمد المتظاهرون ثم المعارضة السياسية والمعارضة المسلَّحة علمَ الاستقلال (الأخضر) بديلًا عن العلم الرسمي (الأحمر) للحكومة، لكنَّ أطياف المعارضة لم تعمِد إلى تغيير النشيد الوطني الرسمي، فبقي نشيد "حماة الديار" هو المعتمَد. ثم بعد سقوط نظام الرئيس بشار الأسد في 8 ديسمبر 2024، أثيرت شكوك بشأن استمرار اعتماد النشيد؛ لارتباطه بالنظام السابق. وأشاع بعض الكتَّاب والجهات أن النشيد سيتغيَّر وسيُعتمَد بدلًا منه نشيد (في سبيل المجد والأوطان) المنسوب إلى الشاعر السوري عمر أبو ريشة.
ونشرت وِزارة السياحة السورية، مقطعًا مرئيًّا على صفحتها في موقع (فيسبوك)، يُظهر علم الثورة الأخضر، ونشيد الشاعر الراحل عمر أبو ريشة. ومع أنه لم يصدر قرارٌ صريح وواضح بتغيير النشيد الوطني، إلا أنه عمليًّا لم يعُد يذاع النشيد القديم (حماة الديار) في المحافل الرسمية كالبطولات الرياضية ونحوها، واستُبدل به نشيد (في سبيل المجد والأوطان).

## نص النشيد[6]
الشاعرخليل مردم بك

## انتقاد النشيد
وُجِّهت لنشيد "حماة الديار عليكم سلام" انتقادات عديدة، أدبية ولغوية وأسلوبية وفنية. ومن أبرز هذه الانتقادات ما كتبه أديب الفقهاء الشيخ علي الطنطاوي، في مقالة له نُشرت عام 1946 بعنوان "النشيد السوري"، طالب فيها بضرورة تغيير النشيد!
قال: اختير النشيد الذي قدَّمه الأديب الكبير [خليل مردم بك]، فلمَّا قرأناه علمنا أنه لوحِظَ باختياره اسمُ الشاعر ومنزلته، لا لبراعة الشعر فُرِض علينا هذا النشيد! واحتملناه سنين، غير أنه لا يصحُّ أن نحتملَه الآن، وقد تمَّ استقلالنا، أو هو قد أشرف على التمام، واستقبلنا عهدًا من حياتنا جديدًا، ولا بدَّ من بيان عيب هذا النشيد لنستبدلَ به.

## وصلات خارجية
- لحن النشيد على الرابط: ملف بامتداد mid
- الفرقة العربية للأناشيد الوطنية تؤدي النشيد الوطني السوري حماة الديار على مسرح قطر الوطني على يوتيوب
- نشيد في سبيل المجد والأوطان مع لقطات من المؤتمر التأسيسي لاتحاد طلبة سوريا